# Marcel Wilhelm Richter
Marcel Wilhelm Richter (* 19. November 1886 in Darmstadt; † 18. Dezember 1966 ebenda) war ein hessischer Maler und Grafiker des 20. Jahrhunderts.

## Leben
Marcel Richter absolvierte von 1900 bis 1904 eine Lehre als Setzer und Lithograf in der „Darmstädter Hofbuchdruckerei“ bei Heinrich Hohmann. Im Jahr 1905 besuchte er die Kunstgewerbeschule in Düsseldorf. Im Jahr 1906 war er Schüler von Johann Vincenz Cissarz in Darmstadt und Stuttgart. 1907 war er Schüler von Friedrich Wilhelm Kleukens in den „Großherzoglichen Lehrateliers“ (Werkkunstschule) in Darmstadt.
Nach seinem Militärdienst von 1908 bis 1910 lebte Richter als Graphiker von 1910 bis 1914 in Stuttgart und Frankfurt am Main.
Am 8. August 1911 heiratete er in Stuttgart die Magdalena geb. Schäfer (* 8. Mai 1892 in DA-Arheilgen). Die Ehe blieb kinderlos.
Nach seinem Einsatz als Soldat von 19014 bis 19018 im Ersten Weltkrieg kehrte er 1919 nach Darmstadt zurück. Ab 1919 war Richter in Darmstadt als freischaffender Maler und Grafiker tätig. Im Jahr 1920 gründete er mit Alexander Posch und Hartmuth Pfeil die „Gruppe Posch-Pfeil-Richter“, aus der später die „Darmstädter Gruppe“ hervorging. 1928 erhielt Richter ein Staatsstipendium, das ihm einen Aufenthalt in Paris ermöglichte.
Ein Luftangriff auf Darmstadt im Jahr 1944 zerstörte sein Atelier und große Teile seiner Arbeiten.
Im Jahr 1945 wurde Marcel Richter Mitglied der „Neuen Darmstädter Sezession“.

## Werk
Marcel Richter war ein Maler seiner Heimat, der Landschaft um Darmstadt, des Odenwalds und der Bergstraße.
Daneben entstanden Stillleben, die wie die Landschaften von der Kunst Paul Cézannes beeinflusst waren.